# Balticconnector
Il Balticconnector (scritto a volte erroneamente come Baltic Connector) è un gasdotto realizzato per trasportare il gas proveniente dalla Finlandia in Estonia attraverso il Mare del Nord nel golfo di Finlandia.
Ha il suo inizio nella città finlandese di Ingå per terminare a Paldiski, collegando le reti del gas estone e finlandese. Il gasdotto fornisce alla Finlandia l'accesso all'impianto di stoccaggio sotterraneo del gas di Inčukalns in Lettonia.
Entrato in funzione a gennaio 2020, il gasdotto consiste in 77 chilometri di una condotta bidirezionale tra Ingå in Finlandia e Paldiski in Estonia, 21 chilometri di condotta terrestre in Finlandia tra Ingå e Siuntio e 55 chilometri di gasdotto in Estonia tra Paldiski e Kiili.